# Explosion de vapeur en milieu non confiné
L'explosion de vapeur en milieu non confiné (en anglais Unconfined Vapour Cloud Explosion — UVCE) est une explosion de gaz à l’air libre.

## Déroulement d'un UVCE
- Fuite ou rejet d'un produit sous forme liquide ou gazeuse dans l'atmosphère,
  - Si le produit est sous forme liquide : évaporation d'une partie plus ou moins importante de la nappe formée,
- Transport du nuage de gaz (mélangé à l'oxygène) avec une partie du nuage qui reste compris dans les limites d'explosivité,
- Le nuage rencontre une source de chaleur et prend feu,
- Propagation du front de flamme dans le nuage. Les gaz brûlés agissent tel un piston sur les gaz frais du reste du nuage et ainsi une onde de pression aérienne peut se produire (voir déflagration).

## Terminologie
Il se peut que la propagation du front de flamme ne s'accompagne pas d'une déflagration, dans ce cas le terme anglais flash fire sera préféré au terme UVCE.